# Кобелев, Владимир Александрович
Владимир Александрович Кобелев (род. 21 февраля 1967, Касли, Челябинская область) — российский политик, глава муниципального образования город Благовещенск с 15 июля 2010 по 14 сентября 2014.
Родился в рабочей семье. Окончил Зейское медицинское училище. После службы в армии устроился в благовещенский банно-прачечный трест, который возглавил в 2000 году. Одновременно с работой получил образование в торгово-экономическом колледже и Московской академии предпринимательства.
С 2005 года являлся депутатом Благовещенской городской думы, входил в комиссию по бюджету. Считался членом команды мэра Александра Мигули.
После отставки градоначальника сторонники губернатора попытались отстранить от должности председателя городской думы Сергея Левицкого, отказавшегося её утвердить, но против этого выступили член генсовета «Единой России» Вячеслав Тимченко и член Общественной палаты Сергей Глазьев. Кроме того, в партии не было согласия по кандидатуре нового спикера. Наконец, Левицкому было предложено место в областном правительстве.
Отставка председателя была рассмотрена на заседании гордумы 24 мая 2010 года вместе с поправками в муниципальный устав, предусматривавшими отмену прямых выборов мэра. Представители КПРФ покинули зал, заявив, что депутатов «натянули на вертикаль власти». Тем не менее, поправки были приняты, а их сторонник Кобелев занял пост спикера.
15 июля 2010 года городская дума избрала Кобелева главой города. В его поддержку выступили «Единая Россия» и «Справедливая Россия», против — КПРФ и ЛДПР.
14 сентября 2014 года избран депутатом Благовещенской городской Думы шестого созыва по единому муниципальному округу от партии «Единая Россия».
19 сентября 2014 года на первом заседании Думы шестого созыва избран председателем Благовещенской городской Думы.
В 2021 году назначен новым советником своего друга, министра природных ресурсов и экологии России Александра Козлова. После чего заведено уголовное дело в отношении руководителя афиллированой ему ООО «Азия Импорт», обеспечивающей бюджетные контракты товарами из Китая — по совместительству зятя, ставший после свадьбы депутатом Благовещенской городской думы, Грошева Юрия Александровича (он же Петухов Юрий Александрович, род. 7 декабря 1984).